# 赖普卡·奥蒂洛
赖普卡·奥蒂洛（匈牙利語：Repka Attila，1968年1月10日—），匈牙利男子摔跤运动员。他曾代表匈牙利参加1988年、1992年和1996年夏季奥林匹克运动会摔跤比赛，获得一枚金牌。